# 강화 장정리 오층석탑
강화 장정리 오층석탑(江華 長井里 五層石塔)은 인천광역시 강화군 하점면 장정리에 있는 고려시대의 오층석탑이다. 대한민국의 보물 제10호로 지정되었다.

## 개요
이 탑은 무너져 있었으나 1960년 수리하여 다시 세운 것이다. 파손된 곳도 많고, 없어진 부재도 많아서 3층 이상의 몸돌과 5층의 지붕돌, 머리장식 부분 등이 모두 사라진 상태이다. 낮은 언덕의 중턱에 위치하고 있는 절터로 그 규모를 알 수가 없으며, 가람을 배치한 흔적도 찾아볼 수 없다.
탑은 1층의 기단 위에 5층의 탑신을 올린 모습이
단의 네 모서리에는 기둥모양을 새겼다. 탑신부는 1층 몸돌만 두 장의 돌로 짜여있고, 그 이상은 각각 하나의 돌이다. 1층 몸돌의 크기에 비해 2층 몸돌의 크기가 급격히 줄어들어 있다. 지붕돌은 밑면에 1층은 4단, 나머지층은 3단의 받침을 두었으며, 추녀밑은 반듯하다가 네 귀퉁이에서 약간 치켜올려져 있다. 탑이 무너졌을 때 추녀마루가 깨어져, 치켜오른 정도를 정확히 알 수 없는 점이 안타깝다.
전체적으로 무거운 느낌을 주며, 각 부분에 두는 장식이 많이 생략되었고, 형식적으로 표현된 부분이 많은 탑이다. 신라석탑의 양식을 이어받아 변형된 고려시대 석탑의 전형적인 특징을 보여주는 작품으로 고려 후기에 만들어진 것으로 짐작된다.

## 사진

2011년 현재 단으로 쌓아 정비한 모습

## 참고 자료
- 강화 장정리 오층석탑 - 국가유산청 국가유산포털
- 문화재대관 (보물편, 석조Ⅰ, 개정판), 문화재청, 2004-08-06
- 인천역사문화총서40, 《인천의 문화유산을 찾아서》, 인천광역시 역사자료관, 하점면 오층석탑, 18-19쪽